# CSR (電気機器)
株式会社CSR（英称：CSR, Inc.）は、日本の無線通信機器・音響機器の企画・製造・販売を行う会社である。

## 概要
2004年6月、日本マランツ株式会社無線通信機器部門をマネジメント・バイアウトで継承した。取り扱い製品は当初の無線通信機器から、データ伝送機器、音楽教育機器、音響機器、業務用カラオケ機器へ拡充している。
2010年7月に、音響機器ブランド「SOULNOTE」の販売部門を株式会社SOULNOTEとして会社分割を実施。2011年7月には、無線通信機器ブランド「Lecuo」で無線通信機器製品の販売を開始している。

## 沿革
- 2004年
  - 6月30日 - 本店を神奈川県相模原市相模大野7丁目35番1号に定めて設立する。
  - 9月 - 業務用無線機器をODM商品として販売開始する。
- 2005年
  - 2月 - データ伝送システムの販売開始する。
  - 9月 - 音楽教育機器の販売開始する。
  - 12月 - 本店を座間市相武台1丁目4505番地へ移転する。
- 2006年12月 - 音響機器の販売開始する。
- 2007年4月 - 資本金を6750万円から8530万円へ増資する。
- 2008年11月 - 本店を相模大野5丁目33番4号へ移転する。
- 2009年
  - 1月 - 業務用カラオケ機器の販売開始する。
  - 11月 - 資本金を8530万円から9330万円へ増資する。
- 2010年
  - 7月 - 音響機器ブランドSOULNOTEの日本市場販売会社として、株式会社SOULNOTEを会社分割する。
  - 12月 - SOULNOTE,DISCOVERERブランドの海外市場販売会社として、CSR INTERNATIONAL LTD.を香港に設立する。
- 2011年7月 - 無線通信機器ブランドLecuoで、自社製品を販売開始する。
- 2015年10月 - 福岡営業所を設立。
- 2016年3月 - 英国高級スピーカーメーカーPMC Ltd のコンシュマー向けスピーカーの日本国内販売を開始する。
- 2016年5月 - 札幌営業所を設立。
- 2017年2月 - 名古屋営業所を設立。
- 2017年5月 - 仙台営業所を設立。
- 2020年7月 - 広島営業所を設立。
- 2020年10月 - 大阪営業所を設立。

## 所有ブランド
- 無線通信機器用ブランド
  - waveCSR　- 2005年取得
  - POKEKURO　- 2008年取得
  - Lecuo　- 2010年取得
- カラオケ機器用ブランド
  - DISCOVERER　- 2007年取得
- 音響機器用ブランド
  - soundCSR　- 2006年取得
  - SOULNOTE　- 2007年取得
  - ZERO POSITION　- 2007年取得
- 高周波機器用ブランド
  - MICRONICRUBY　- 2009年取得

## 主な製品

### 無線通信機器
- 消防救急デジタル無線受令機
- 緊急告知コミュニティFM戸別放送受信機
- 一般業務用無線機器
- 特定小電力無線機器
- 無線インカムシステム
- 小型航空機用無線機器
- GPS応用機器
- 地域振興無線機器
- 防災行政無線システム
- フルデジタルリモコンシステム
- アナログ同期送信型リモコン

### 業務用カラオケ機器
- 800MHzワイヤレスマイクシステム
- 赤外線ワイヤレスマイクシステム
- パワーアンプ・ミキシングアンプ
- モニタースピーカー

### 音響機器
- CDプレーヤー
- DAコンバーター
- フォノイコライザー
- デジタルアンプ
- アナログアンプ
- スピーカ

### 業務用ワイヤレス機器
- ワイヤレス機器
- データ伝送システム
- 駅構内連絡システム
- 自衛隊演習用標的現示装置

### 音楽教育機器
- CDレコーディングシステム